# Star Records
Star Records är ett filippinskt skivbolag. Det bildades år 1993.

## Nuvarande artister i urval
- Angeline Quinto
- Yeng Constantino

## Tidigare artister i urval
- Aliya Parcs
- Charice
- Charlie Green